# حزقيال فيولا
حزقيال فيولا (بالإسبانية: Ezequiel Viola)‏ هو لاعب كرة قدم أرجنتيني في مركز حراسة المرمى، ولد في 1 سبتمبر 1987 في باهيا بلانكا في الأرجنتين. لعب مع Juventud Antoniana ‏.

## وصلات خارجية
- حزقيال فيولا على موقع قاعدة بيانات كرة القدم.إي يو (الإنجليزية)
- حزقيال فيولا على موقع Soccerway.com (الإنجليزية)